# Краснослободский район
Краснослободский райо́н (мокш. Ошень аймак, эрз. Якстерекуро буе) — административно-территориальная единица (район) и муниципальное образование (муниципальный район) в составе Республики Мордовия Российской Федерации.
Административный центр — город Краснослободск.

## География
Район расположен в западной части республики, для его территории характерно богатое разнообразие природы. Леса сменяются обширными полевыми просторами, особенно в левобережной части реки Мокши; в широких мокшанских и сивиньских поймах — десятки больших и малых озёр и протоков. На территории района имеется несколько заказников, где запрещена охота на зверей, птиц и ловля рыбы.

## История
11 марта 1959 года к Краснослободскому району была присоединена часть территории упразднённого Старосиндровского района.

## Население
| \| 1970[6] \| 1979[6] \| 1989[6] \| 2002[6] \| 2005[7] \| 2006[7] \| 2007[7] \| \| -------- \| -------- \| -------- \| -------- \| -------- \| -------- \| -------- \| \| 46 340 \| ↘40 230 \| ↘34 215 \| ↘28 703 \| ↘28 075 \| ↘27 747 \| ↘27 507 \| \| 2008[7] \| 2009[8] \| 2010[6] \| 2011[9] \| 2012[10] \| 2013[11] \| 2014[12] \| \| ↘27 186 \| ↘26 809 \| ↘26 406 \| ↘26 335 \| ↘25 825 \| ↘25 183 \| ↘24 738 \| \| 2015[13] \| 2016[14] \| 2017[15] \| 2018[16] \| 2019[17] \| 2020[18] \| 2021[4] \| \| ↘24 362 \| ↘23 784 \| ↘23 531 \| ↘23 088 \| ↘22 756 \| ↘22 332 \| ↗22 390 \| 10 000 20 000 30 000 40 000 50 000 1970 2006 2011 2016 2021 |         |         |         |         |         |         |
| 1970 | 1979    | 1989    | 2002    | 2005    | 2006    | 2007    |
| 46 340 | ↘40 230 | ↘34 215 | ↘28 703 | ↘28 075 | ↘27 747 | ↘27 507 |
| 2008 | 2009    | 2010    | 2011    | 2012    | 2013    | 2014    |
| ↘27 186 | ↘26 809 | ↘26 406 | ↘26 335 | ↘25 825 | ↘25 183 | ↘24 738 |
| 2015 | 2016    | 2017    | 2018    | 2019    | 2020    | 2021    |
| ↘24 362 | ↘23 784 | ↘23 531 | ↘23 088 | ↘22 756 | ↘22 332 | ↗22 390 |

### Урбанизация
В городских условиях (город Краснослободск) проживают 39,79 % населения района.

## Административное деление
В Краснослободский район как административно-территориальную единицу входят 1 город районного значения и 14 сельсоветов.
В муниципальный район, в рамках организации местного самоуправления, входят 15 муниципальных образований, в том числе 1 городское поселение и 14 сельских поселений.
Сельсоветы одноимённы образованным в их границах сельским поселениям, а город районного значения — городскому поселению.
| №  | Муниципальное образование               | Административный центр   | Количество населённых пунктов | Население (чел.) | Площадь (км²) |
| -- | --------------------------------------- | ------------------------ | ----------------------------- | ---------------- | ------------- |
| 1  | Краснослободское городское поселение    | город Краснослободск     | 1                             | ↘8910            | 10,48         |
| 2  | Гуменское сельское поселение            | село Гумны               | 5                             | ↗1643            | 148.04        |
| 3  | Ефаевское сельское поселение            | село Ефаево              | 4                             | ↘621             | 73,03         |
| 4  | Колопинское сельское поселение          | село Колопино            | 7                             | ↗640             | 146,59        |
| 5  | Красноподгорное сельское поселение      | деревня Красная Подгора  | 11                            | ↘1554            | 144.03        |
| 6  | Куликовское сельское поселение          | село Куликово            | 4                             | ↗553             | 47,51         |
| 7  | Мордовско-Паркинское сельское поселение | село Мордовские Парки    | 3                             | ↘416             | 51,84         |
| 8  | Новокарьгинское сельское поселение      | село Новая Карьга        | 3                             | ↘868             | 80,35         |
| 9  | Селищинское сельское поселение          | село Селищи              | 3                             | ↘519             | 69,75         |
| 10 | Сивиньское сельское поселение           | село Сивинь              | 2                             | ↗447             | 54,79         |
| 11 | Слободско-Дубровское сельское поселение | село Слободские Дубровки | 1                             | ↗441             | 51,14         |
| 12 | Старогоряшинское сельское поселение     | село Старые Горяши       | 5                             | ↗1470            | 53,16         |
| 13 | Старозубаревское сельское поселение     | деревня Старое Зубарево  | 7                             | ↘2773            | 92,45         |
| 14 | Старорябкинское сельское поселение      | село Старая Рябка        | 5                             | ↗585             | 59,48         |
| 15 | Старосиндровское сельское поселение     | село Старое Синдрово     | 10                            | ↗950             | 296,64        |

Первоначально в муниципальном районе в 2005 году было образовано 23 муниципальных образования, в том числе 1 городское поселение и 22 сельских поселения. Последним соответствовали 22 сельсовета.
Законом от 27 ноября 2008 года, были упразднены: Зайцевское сельское поселение (сельсовет), а входившие в его состав населённые пункты были включены в Ефаевское сельское поселение (сельсовет); Каймарское сельское поселение (сельсовет), а входившие в его состав населённые пункты были включены в Старосиндровское сельское поселение (сельсовет); Новосиндровское и Староавгурское сельские поселения (сельсоветы), а входившие в их состав населённые пункты были включены в Колопинское сельское поселение (сельсовет); Новозубаревское сельское поселение (сельсовет), а входившие в его состав населённые пункты были включены в Старорябкинское сельское поселение (сельсовет).
Законом от 18 октября 2010 года, было упразднено Долговерясское сельское поселение (сельсовет), а входившие в его состав населённые пункты были включены в Старосиндровское сельское поселение (сельсовет).
Законом от 24 апреля 2019 года, были упразднены: Шаверское сельское поселение (сельсовет), а входившие в его состав населённые пункты были включены в Гуменское сельское поселение (сельсовет); Чукальское сельское поселение (сельсовет), а входившие в его состав населённые пункты были включены в Красноподгорное сельское поселение (сельсовет).

### Населённые пункты
В Краснослободском районе 71 населённый пункт.
| №  | Населённый пункт         | Тип     | Население | Муниципальное образование               |
| -- | ------------------------ | ------- | --------- | --------------------------------------- |
| 1  | Барановка                | деревня | ↘4        | Старогоряшинское сельское поселение     |
| 2  | Беликовские Выселки      | деревня | ↘2        | Куликовское сельское поселение          |
| 3  | Бобылевские Выселки      | деревня | ↗311      | Старогоряшинское сельское поселение     |
| 4  | Большевик                | посёлок | ↘12       | Старосиндровское сельское поселение     |
| 5  | Грачевник                | деревня | ↘110      | Старогоряшинское сельское поселение     |
| 6  | Гумны                    | село    | ↘743      | Гуменское сельское поселение            |
| 7  | Демина Поляна            | село    |           | Старосиндровское сельское поселение     |
| 8  | Долговерясы              | село    |           | Старосиндровское сельское поселение     |
| 9  | Ефаево                   | село    | ↘747      | Ефаевское сельское поселение            |
| 10 | Желтоногово              | деревня | ↘434      | Красноподгорное сельское поселение      |
| 11 | Заберезово               | село    | ↘119      | Куликовское сельское поселение          |
| 12 | Зайцево                  | село    | ↘124      | Ефаевское сельское поселение            |
| 13 | Заречная Лосевка         | деревня | ↘44       | Новокарьгинское сельское поселение      |
| 14 | Заречное                 | село    | ↘654      | Старозубаревское сельское поселение     |
| 15 | Зиновские Выселки        | деревня | ↘52       | Мордовско-Паркинское сельское поселение |
| 16 | Каймар                   | село    | ↘65       | Старосиндровское сельское поселение     |
| 17 | Колопино                 | село    | ↘546      | Колопинское сельское поселение          |
| 18 | Кользиваново             | село    | ↘30       | Гуменское сельское поселение            |
| 19 | Красная Волна            | деревня | ↘39       | Красноподгорное сельское поселение      |
| 20 | Красная Подгора          | деревня | ↘236      | Красноподгорное сельское поселение      |
| 21 | Краснополье              | село    | ↘229      | Мордовско-Паркинское сельское поселение |
| 22 | Краснослободск           | город   | ↘8910     | Краснослободское городское поселение    |
| 23 | Куликово                 | село    | ↗491      | Куликовское сельское поселение          |
| 24 | Лаушки                   | деревня | ↘65       | Старогоряшинское сельское поселение     |
| 25 | Литва                    | деревня | ↗257      | Старозубаревское сельское поселение     |
| 26 | Мироновка                | деревня |           | Старосиндровское сельское поселение     |
| 27 | Мордовские Парки         | село    | ↘300      | Мордовско-Паркинское сельское поселение |
| 28 | Мордовские Полянки       | село    | ↘107      | Старорябкинское сельское поселение      |
| 29 | Мордовское Маскино       | деревня | ↘45       | Красноподгорное сельское поселение      |
| 30 | Нагорное Шенино          | деревня | ↘11       | Старорябкинское сельское поселение      |
| 31 | Новая Авгура             | село    | ↘20       | Колопинское сельское поселение          |
| 32 | Новая Горяша             | деревня | ↘0        | Селищинское сельское поселение          |
| 33 | Новая Карьга             | село    | ↘1074     | Новокарьгинское сельское поселение      |
| 34 | Новая Рябка              | деревня | ↘5        | Колопинское сельское поселение          |
| 35 | Новая Саловка            | деревня | ↘5        | Старосиндровское сельское поселение     |
| 36 | Новое Заберезово         | деревня |           | Старосиндровское сельское поселение     |
| 37 | Новое Зубарево           | село    | ↘182      | Старорябкинское сельское поселение      |
| 38 | Новое Синдрово           | село    | ↘126      | Колопинское сельское поселение          |
| 39 | Новое Шенино             | деревня | ↘0        | Колопинское сельское поселение          |
| 40 | Новый Усад               | село    | ↘454      | Красноподгорное сельское поселение      |
| 41 | Пеньково                 | посёлок | ↘183      | Старозубаревское сельское поселение     |
| 42 | Песочная Лосевка         | село    | ↘54       | Новокарьгинское сельское поселение      |
| 43 | Плужное                  | село    | ↘487      | Гуменское сельское поселение            |
| 44 | Потякши                  | село    | ↘39       | Красноподгорное сельское поселение      |
| 45 | Преображенский           | посёлок | ↘836      | Старозубаревское сельское поселение     |
| 46 | Приволье                 | посёлок | ↘21       | Старосиндровское сельское поселение     |
| 47 | Пригородное              | село    | ↗486      | Старозубаревское сельское поселение     |
| 48 | Русские Полянки          | деревня | ↗220      | Старозубаревское сельское поселение     |
| 49 | Русское Маскино          | село    | ↘330      | Красноподгорное сельское поселение      |
| 50 | Русско-Полянские Выселки | деревня | ↘59       | Красноподгорное сельское поселение      |
| 51 | Селищи                   | село    | ↘669      | Селищинское сельское поселение          |
| 52 | Сивинь                   | село    | ↘507      | Сивиньское сельское поселение           |
| 53 | Синяково                 | деревня | ↘24       | Куликовское сельское поселение          |
| 54 | Слободские Дубровки      | село    | ↗441      | Слободско-Дубровское сельское поселение |
| 55 | Среднее Поле             | деревня | ↘22       | Сивиньское сельское поселение           |
| 56 | Старая Авгура            | село    | ↘96       | Колопинское сельское поселение          |
| 57 | Старая Потьма            | деревня | ↘25       | Ефаевское сельское поселение            |
| 58 | Старая Рябка             | село    | ↘223      | Старорябкинское сельское поселение      |
| 59 | Старое Зубарево          | деревня | ↘511      | Старозубаревское сельское поселение     |
| 60 | Старое Лепьево           | деревня | ↘34       | Ефаевское сельское поселение            |
| 61 | Старое Синдрово          | село    | ↘1066     | Старосиндровское сельское поселение     |
| 62 | Старые Буты              | деревня | ↘7        | Старосиндровское сельское поселение     |
| 63 | Старые Горяши            | село    | ↗901      | Старогоряшинское сельское поселение     |
| 64 | Тенишево                 | село    | ↘240      | Гуменское сельское поселение            |
| 65 | Тройни                   | деревня | ↘0        | Селищинское сельское поселение          |
| 66 | Тустатово                | деревня | ↘10       | Красноподгорное сельское поселение      |
| 67 | Усть-Рахмановка          | село    | ↘28       | Колопинское сельское поселение          |
| 68 | Черновские Выселки       | село    | ↘56       | Красноподгорное сельское поселение      |
| 69 | Чукалы                   | село    | ↘346      | Красноподгорное сельское поселение      |
| 70 | Шаверки                  | село    | ↘325      | Гуменское сельское поселение            |
| 71 | Шапкино                  | деревня | ↘139      | Старорябкинское сельское поселение      |

### Упразднённые населённые пункты
В 2005 г. деревня Пушкино и посёлок Семёновский.
В 2011 году упразднена деревня Новые Буты.

## Экономика
Экономика района сочетает развитые аграрный и промышленный секторы.
В районе находятся промышленные предприятия:
- ЗАО «Завод ПромМетИзделий»
- ОАО «Краснослободский радиозавод»,
- МП Маслодельный завод «Краснослободский».

Сельскохозяйственных предприятий насчитывается 15.